# La gallina ciega
Colin-maillard
La gallina ciega (« Colin-maillard ») est un tableau de Francisco de Goya réalisé en 1788 et appartenant à la sixième série de cartons pour tapisserie destinée à la chambre des infantes du Prince des Asturies au Palais du Pardo.

## Contexte de l'œuvre
Tous les tableaux de la sixième série sont destinés à la chambre des infantes du Prince des Asturies, c'est-à-dire de celui qui allait devenir Charles IV et de son épouse Marie Louise de Parme, au palais du Pardo. Le tableau a été peint au printemps 1788.
Il fut considéré perdu jusqu'en 1869, lorsque la toile fut découverte dans le sous-sol du Palais royal de Madrid par Gregorio Cruzada Villaamil, et fut remise au musée du Prado en 1870 par les ordonnances du 19 janvier et du 9 février 1870, où elle est exposée dans la salle 93. La toile est citée pour la première fois dans le catalogue du musée du Prado en 1876.
La série était composée de La Gallina ciega, La Pradera de San Isidro, La Ermita de San Isidro et Merienda campestre. La Poule aveugle est la seule à avoir été transposée sur tapisserie, la mort du roi Charles III fin 1788 ayant interrompu la production de la Fabrique royale de tapisserie.

## Analyse

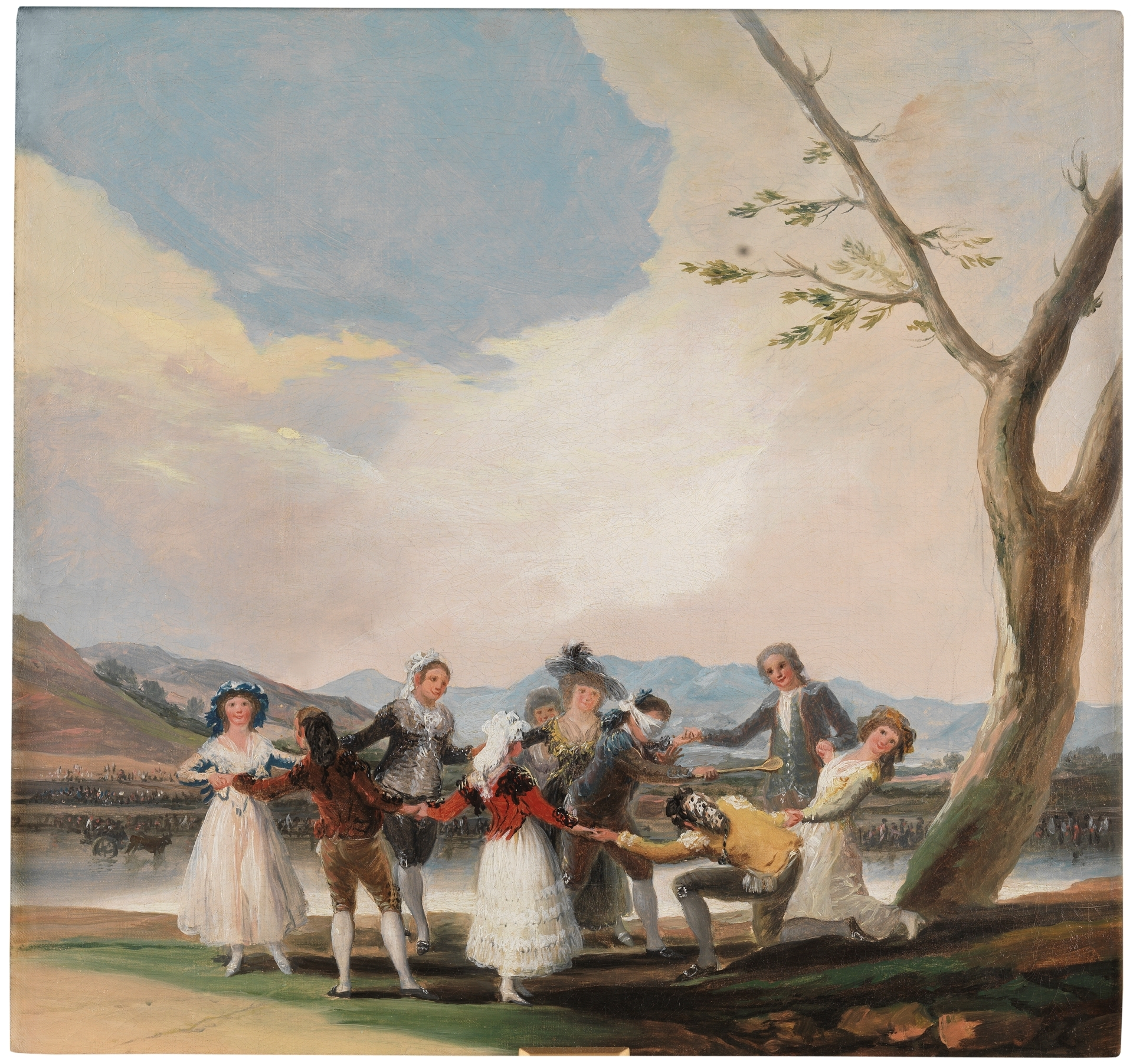
Ébauche du tableau réalisée en 1788.

Le tableau représente des jeunes gens en train de jouer au passe-temps populaire appelé « La gallina ciega » (littéralement : « la poule aveugle ») : il s'agit d'un jeu équivalent à colin-maillard. Le personnage aux yeux bandés brandit une cuillère pour toucher l'un des autres qui dansent en rond autour de lui.
Les jeunes hommes sont habillés en majos et en majas, la tenue des couches humbles de la société espagnole dans laquelle les aristocrates (comme ceux de ce tableau) aimaient s'habiller. D'autres, avec des manteaux de velours et des coiffes à plumes, suivent les dictats de la mode de la haute société française.
La composition est résolue par l'alternance des personnages entre les espaces laissés par ceux du premier plan et de l'arrière-plan, par le contraste entre le jeune homme qui se baisse sur la droite pour éviter la louche avec laquelle il tente de la toucher, et la femme penchée en arrière avec un autre jeune homme qui se penche en avant.
Le tableau est un représentant décadent du style rococo, avec ses traits stylistiques caractéristiques : vivacité, immédiateté, curiosité, chromatisme rose tendre, textures gazeuses sur les jupes des femmes, paysage de fond lumineux et reflet d'un moment enchanteur de jouissance de la vie non sans possibilité de flirt.